# 버트럼 브록하우스

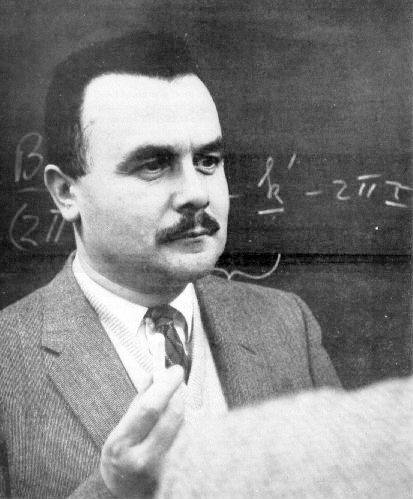
버트럼 브록하우스.

버트럼 브록하우스(Bertram Neville Brockhouse 1918년 7월 15일 ~ 2003년 10월 13일)는 캐나다의 물리학자이다. 1994년, 중성자 산란 기술(특히 중성자 분광학)에 대해 선구적으로 기여한 공로로 클리퍼드 슐과 함께 노벨 물리학상을 받았다.

## 생애
버트럼 브록하우스는 1918년 캐나다 앨버타주 레스브리지에서 태어났다. 1947년 브리티시 컬럼비아 대학교를 졸업하였고(BA), 1948년 토론토 대학교에서 MA를, 1950년에 같은 대학교에서 Ph.D를 받았다.

## 경력 및 연구
1950년부터 1962년까지 브록하우스는 캐나다 원자력공사(Atomic Energy of Canada Limited, AECL)의 척 리버 핵 연구소(Chalk River Nuclear Laboratory)에서 연구를 수행하였다. 여기서 그는 인도의 핵 프로그램의 아버지라 불리는 P. K. 아엥가와 함께하였다.
1962년 캐나다의 맥마스터 대학교의 교수가 되었고, 그곳에서 계속 일하다가 1984년 은퇴하였다.

## 수상
브록하우스는 1965년 캐나다 왕립 학회의 회원으로 선출되었다.
1994년, 응집 물질을 연구하기 위한 중성자 산란 기술을 개발한 공로로 MIT의 클리퍼드 슐과 공동으로 노벨 물리학상을 받았다.